# Боливар (месторождение)
Шельф Боли́вар (англ. Bolivar Coastal) — группа нефтяных месторождений в Венесуэле (нефтегазоносный бассейн Маракайбо). Включает месторождения Лагунильяс, Тиа-Хуана, Бачакеро и др.. Крупнейшее нефтяное месторождение в Южной Америке.
Площадь группы составляет 3,5 тыс. км². В состав группы входят месторождения Тиа-Хуана, Бачакуэр, Мене Гранде, Лагунильес, с единым контуром нефтеносности.
Открыты в 1917 году, разрабатываются с 1922 года. Залежи на глубине 160—4500 м. Плотность нефти 0,82—1,0 г/см³.
Запасы нефти шельфа Боливар составляет 8,3 млрд т, из них Боливар — 4,3, Тиа-Хуана — 2,0, Бачакеро — 1,6, Лагунильяс — 1. Запасы нефти Боливара составляют 2/3 от запасов Маракайбского суббассейна.
Разработка производится при помощи более чем 4500 скважин. Основные залежи находятся в олигоцен-миоценовых отложениях на глубине от 70 до 3400 метров. Крупные залежи находятся в эоценовых пластах на глубине более 4000 метров.
Добыча нефти 2008 году составила 120 млн тонн.